# Dehshāl
Dehshāl (persiska: دهشال) är en ort i Iran.   Den ligger i provinsen Gilan, i den norra delen av landet, 220 km nordväst om huvudstaden Teheran. Antalet invånare är 695.
Terrängen runt Dehshāl är mycket platt. Runt Dehshāl är det ganska tätbefolkat, med 155 invånare per kvadratkilometer. Närmaste större samhälle är Lāhījān, 12,6 km söder om Dehshāl. Trakten runt Dehshāl består till största delen av jordbruksmark.